# Daniel Hertle

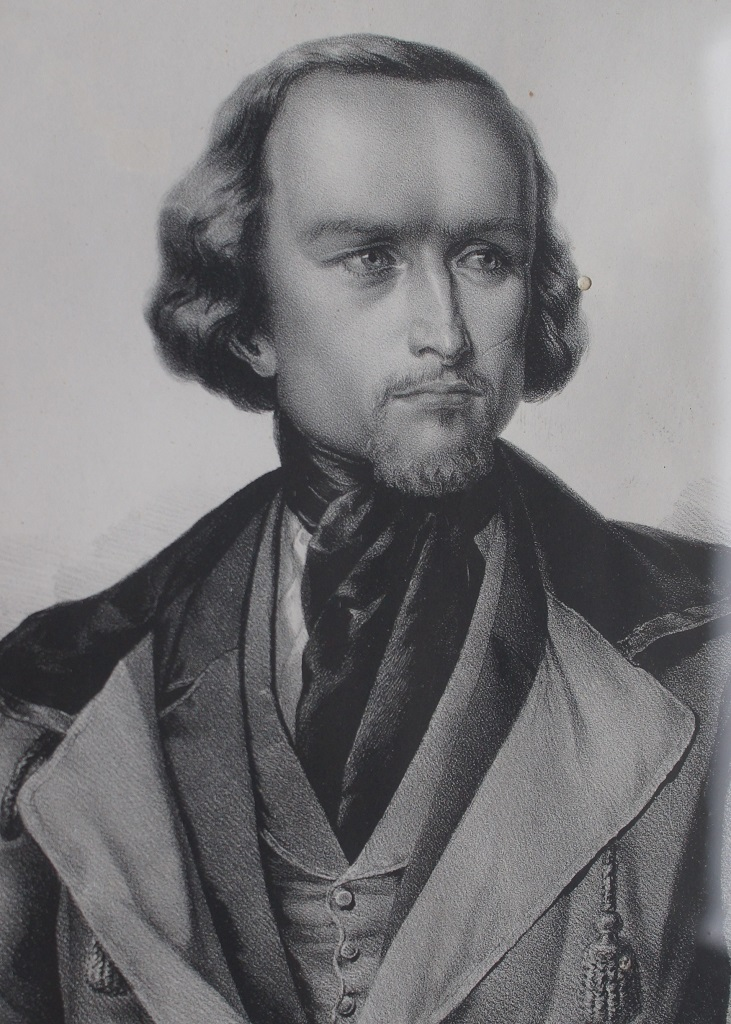
Daniel Hertle (1845)

Daniel Hertle (* 21. Juni 1821 in Bergzabern, Königreich Bayern; † 1875 in Bayern) war ein Revolutionär des Pfälzischen Aufstands 1849 und späterer US-amerikanischer Journalist.

## Leben
Daniel Hertle war der Sohn von Susanna Hertle (1788–1852), geborene Pistor. Die Geburt wurde vom Standesbeamten als ehelich eingetragen, obwohl sein „Vater“ Johann Conrad Hertle (1772–1820) mehr als zwölf Monate vor der Geburt gestorben war. Seine Mutter lebte mit Lorenz Hertle, dem Bruder ihres Mannes und Witwer ihrer 1817 gestorbenen Schwester Friederike, in einem Haus.
Hertle studierte Rechtswissenschaften und war vor dem zweiten Staatsexamen als Rechtskandidat in Frankenthal tätig. Mit jungen Kollegen gründete er 1848 den demokratischen Verein der Stadt. Im folgenden Jahr gehörte er mit Peter Fries und dem Glockengießer Georg Hamm auch dem geschäftsführenden Kreisausschuss des Pfälzischen Volksvereins an, dessen Sitz von Neustadt an der Haardt nach Frankenthal verlegt wurde. Am 27. April 1849 lud dieser Verein alle politischen Vertreter der Pfalz zu einer „vorbereitenden Versammlung“ auf den 1. Mai nach Kaiserslautern ein, für den 2. Mai war eine Versammlung „aller Männer der Pfalz“ anberaumt, um München zur Anerkennung der Reichsverfassung zu zwingen. Am Abend des 2. Mai wählten 100 Teilnehmer den „Landesverteidigungsausschuß“, später „Landesausschuß für die Verteidigung und Durchführung der Reichsverfassung“. Am folgenden Tag wurden die Bürgerwehren in die Volkswehr überführt.
Am 17. Mai 1849 wurde eine Provisorische Regierung der Rheinpfalz gewählt, die bis Ende des Monats Civilkommissäre ernannte, die die bayerischen Landkommissäre ersetzten. Hertle wurde im Juni in Homburg Nachfolger des als zu milde empfundenen Carl Witt. Als solcher beschlagnahmte er staatliche Kassen und forderte königliche Beamte zur Eidesleistung auf. Als Hauptmann in der Volkswehr beteiligte sich Hertle an bewaffneten Zügen nach Zweibrücken, um Waffen und Pferde zu requirieren. Die Anklag-Akte bezeichnete ihn als „terroristischen Agent der revolutionären Gewalt“ und zählte ihn zu „den ersten und eifrigsten derselben“. Die pfälzische Justiz verurteilte ihn 1851 in Abwesenheit zum Tode.
Nach der Niederschlagung des Pfälzischen Aufstands emigrierte Hertle zunächst nach England, wo er in London 1852 Mitglied des Agitationsvereins wurde. 1853 siedelte er in die Vereinigten Staaten über. Erfolglos war er Rechtsanwalt in New York und danach eineinhalb Jahre Redakteur in Albany, bevor er nach St. Louis wechselte. Als Präsident der Turner in Amerika sprach sich Hertle gegen die Sklaverei aus. Aus den Turnvereinen entstanden Freiwilligenregimenter, die im Mittleren Westen im Sezessionskrieg den Ausschlag zugunsten der Nordstaaten gaben. Mit Georg Hillgärtner aus Frankenthal wurde er bis 1858 Redakteur der Illinois Staats-Zeitung in Chicago. Im selben Jahr wurde er dort Anwalt, wechselte aber dann zur Westlichen Post in St. Louis, die Carl Daenzer herausgab. Hertle wohnte dort zeitweise bei Enno Sander und Alfred Behr. Zu seinen Freunden gehörten Friedrich Hecker und Ludwig Heydenreich.
Hertle kehrte nach Deutschland zurück und soll für eine Mannheimer Zeitung gearbeitet haben. Von einer Reise nach Bayern kehrte er nicht mehr zurück; er soll 1875 in den Alpen verschollen sein oder Suizid im Chiemsee verübt haben. Sein Buch über Die Deutschen in Nordamerika und ihr Freiheitskampf in Missouri gilt als wertvolle Quelle für die Geschichte der deutschen Einwanderung im 19. Jahrhundert.

## Familie
Hertle hatte sich in Frankenthal mit Emma Lehmann (1827–1867) verlobt. Wegen dieser Verlobung wurde 1853 ihrem Vater Carl Lehmann in der Reaktionszeit „mangelnde Kinderzucht“ vorgeworfen und er auf „allerhöchste“ Anordnung seines Bürgermeisteramtes enthoben.
Hertles Bruder Wilhelm war ebenfalls emigriert und wurde Farmer in Iowa, seine Nichte Friederike war in Chicago verheiratet. Zu seinen Vettern gehörten Daniel Pistor, Revolutionär des Hambacher Festes, und Lorenz Pistor, der mit seinem Schwiegersohn Samuel Gnahn 1851 in Abwesenheit zum Tode verurteilt wurde. Der Ehemann seiner Cousine Friederike Pistor, Carl Simon, wurde zu zwölf Jahren Zwangsarbeit verurteilt. Hertles Onkel Friedrich Schüler wurde ebenfalls zum Tode verurteilt und von einer Amnestie ausgeschlossen.

## Belege
1. 1 2 3 4 5 6 7  Rudolf H. Böttcher: Daniel Hertle – „Ein terroristischer Agent der Gewalt“. In: Die Familienbande der pfälzischen Revolution 1848/1849. Ein Beitrag zur Sozialgeschichte einer bürgerlichen Revolution. Sonderheft des Vereins für Pfälzisch-Rheinische Familienkunde. Band 14. Heft 6. Ludwigshafen am Rhein 1999. S. 293.
2. 1 2 3  Roland Paul: Daniel Hertle (1821–1875). demokratiegeschichte.eu. Stand: 7. September 2009.
3. ↑  Rudolf H. Böttcher: Studenten mit Pulver und Blei – „Die Studentenlegion der Rheinpfalz“. In: Die Familienbande … S. 302–304.

| Personendaten    | Personendaten                                             |
| ---------------- | --------------------------------------------------------- |
| NAME             | Hertle, Daniel                                            |
| ALTERNATIVNAMEN  | Hertle, Johann Daniel (vollständiger Name)                |
| KURZBESCHREIBUNG | bayerischer Revolutionär und US-amerikanischer Journalist |
| GEBURTSDATUM     | 21. Juni 1821                                             |
| GEBURTSORT       | Bergzabern, Königreich Bayern                             |
| STERBEDATUM      | 1875                                                      |
| STERBEORT        | Bayern, Deutsches Reich                                   |